# المجارين
المجارين هي قرية صغيرة تقع في منطقة الجزيرة قرب تلعفر.
ظهر اسم البلدة في إحصاء 1957م وكان عدد سكنها في تلك العام 644 نسمة.
من القرى القريبة من المجارين قرية «أبو ماريا» وقرية «دبونه».